# Barrio Matta Sur

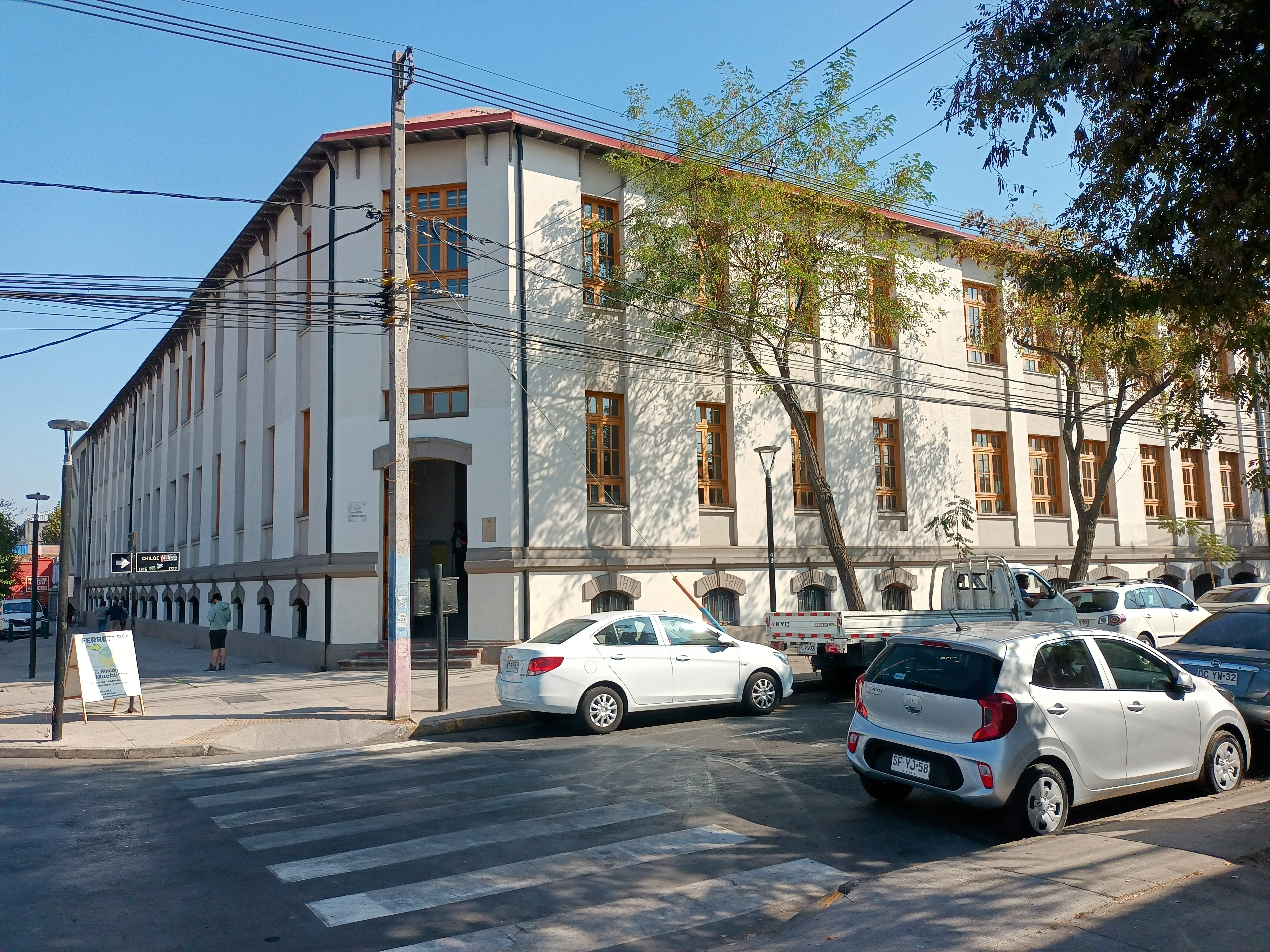
Edificio del ex Liceo Metropolitano de Santiago, actual Cesfam Matta Sur

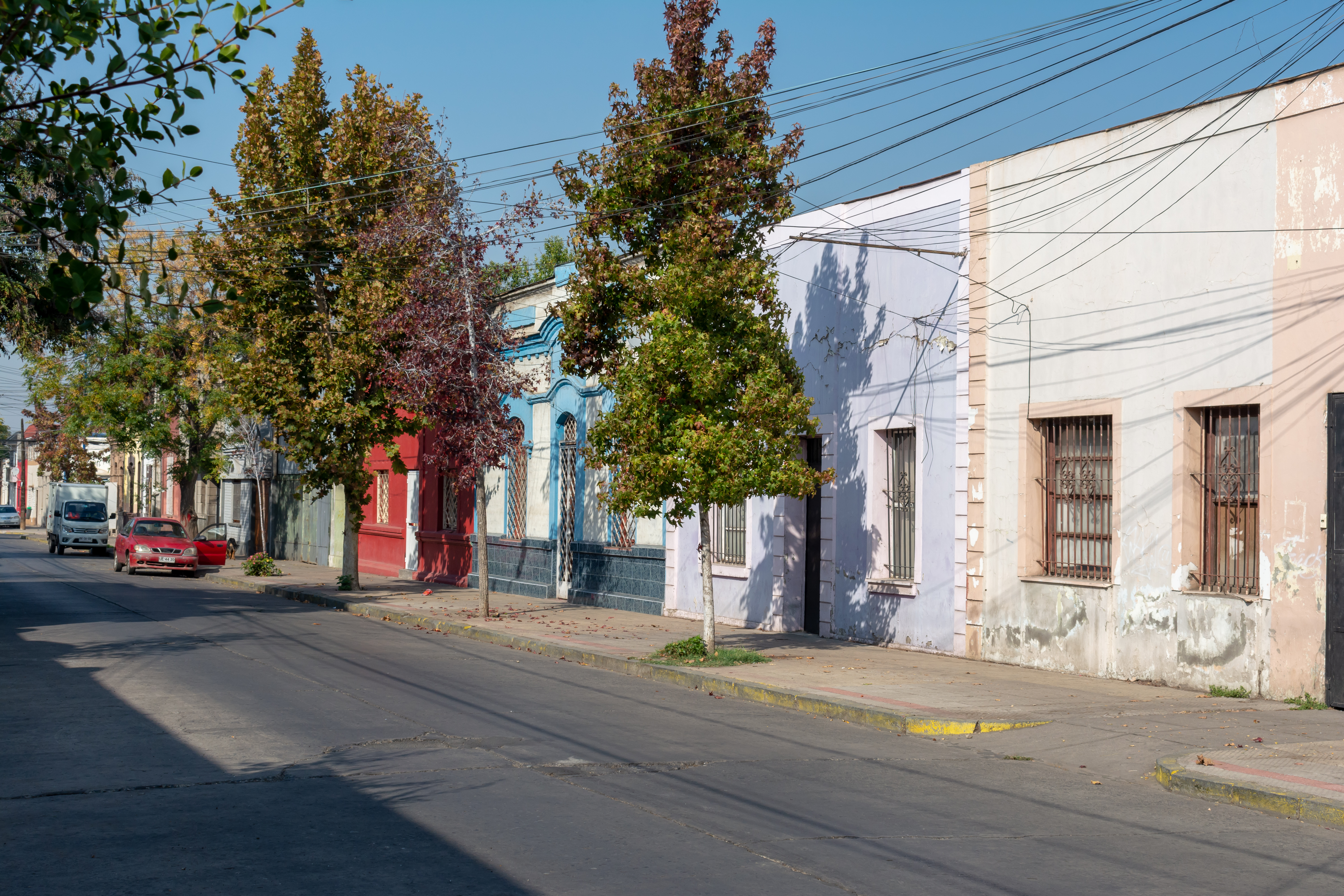
Calle Lira

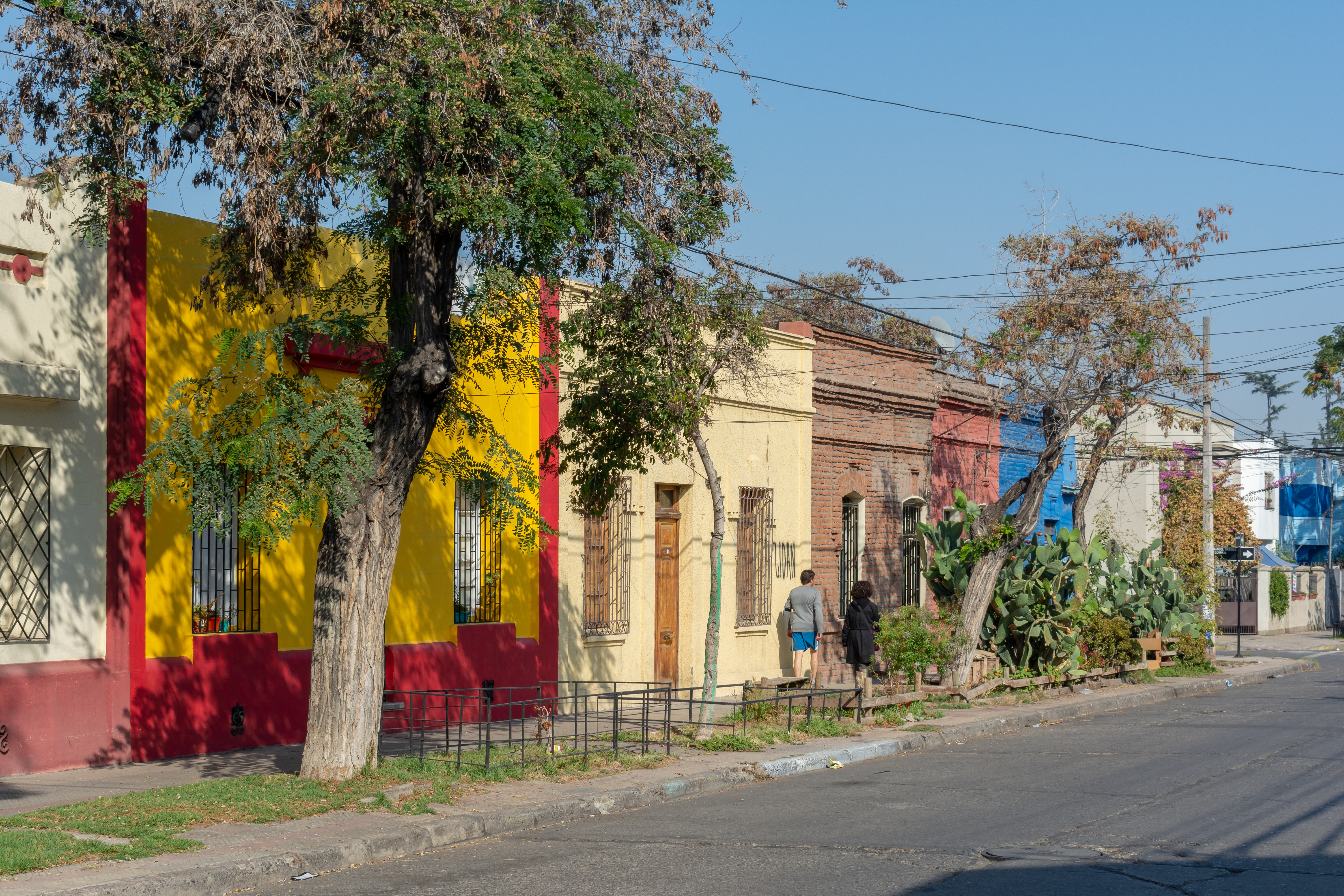
Calle Santa Elvira

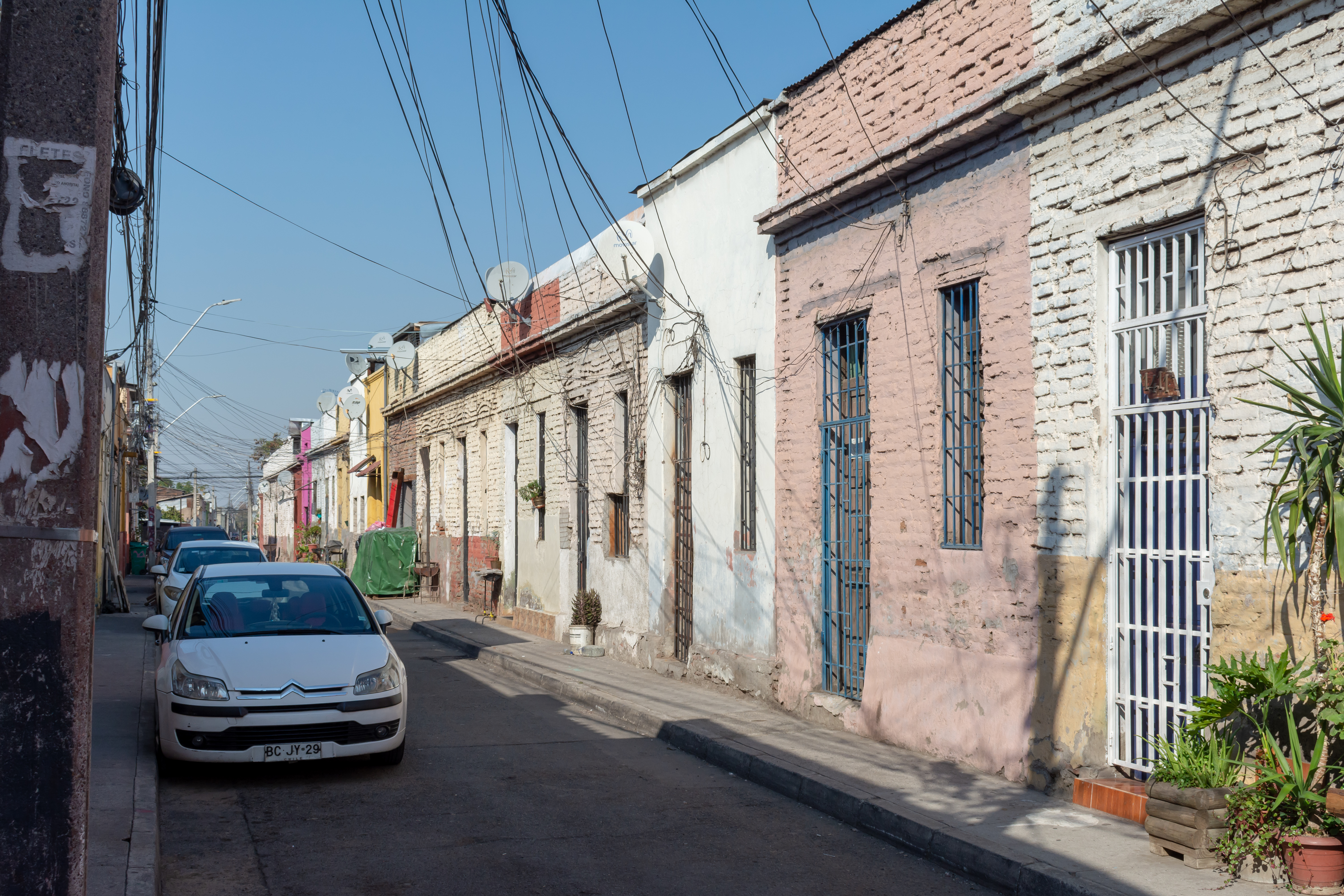
Pasaje Eduardo Matte

El barrio Matta Sur, ubicado al sur de avenida Matta, surgió a mediados del siglo XIX en la ciudad de Santiago, la capital de Chile, a partir de pequeños poblados que se encontraban fuera de la ciudad y donde se desarrollaba la actividad agrícola y ganadera.

## Historia
A mediados del siglo XIX, este sector era el preferido por la élite santiaguina, puesto que la vida campestre era ideal para construir sus mansiones de adobe. Hacia 1828 la creación de la Alameda de los Monos o Cañada de los Monos, hoy avenida Manuel Antonio Matta, sirvió como feria semanal de animales y definió el sello comercial de esta área, que se mantiene hasta hoy.
En 1875 el sector se dividió en cuadras y comenzó la venta de sitios. En la primera mitad del siglo XX aparecieron conjuntos de viviendas más ordenadas, algunas eran proyectos empresas agrícolas, viviendas baratas y de buena factura para obreros, como la Población Huemul (1910) o la Población Yarur. En 1891 fue inaugurado el Liceo Metropolitano de Santiago en el edificio que ocupó hasta el terremoto de 2010, cuando tuvo que ser abandonado por los serios daños estructurales que sufrió producto del sismo. La estructura fue remodelada y refaccionada para albergar el Centro de Salud Familiar Matta Sur, un establecimiento de salud pública inaugurado en 2021.
Actualmente, el barrio presenta el contraste entre la vida tranquila de sus poblaciones y plazas, y el sello de los típicos rincones de comercio popular, como las mueblerías, las ferreterías y negocios de repuestos ubicadas en la avenida 10 de Julio Huamachuco o los locales de alimentos, comida, ropa y curiosidades de Franklin y el Persa Biobío.

## Patrimonio cultural
A partir de 2010, los habitantes de este barrio santiaguino se han organizado para que sea declarado Patrimonio Cultural. El objetivo de esto es que se respeten las viejas construcciones y el plan regulador de este sitio para evitar construcciones modernas que rompan con su estética e invaden el estilo de vida de quienes viven allí.
El 23 de diciembre de 2015, el Consejo de Monumentos Nacionales aprobó la declaratoria de Monumento Nacional en la categoría de Zona Típica para el barrio. La zona abarca 189 hectáreas ubicadas entre las calles Santa Elena, Coquimbo, Zenteno, San Diego, Santa Rosa, Carmen y Ñuble. El 16 de agosto de 2016 se publicó en el Diario Oficial el Decreto 210, que declara al Barrio Matta Sur monumento nacional en la categoría de zona típica o pintoresca.

## Lugares típicos
Entre los lugares típicos del barrio destacan:
- Barrio Pedro Montt: Sobre terrenos que a comienzos del siglo XIX eran extensos predios agrícolas y que en el siglo XX constituyeron el centro de la actividad fabril, se construyó este barrio, que limita al norte con la avenida General Rondizzoni, al oriente con calle Beaucheff, al sur con calle Centenario y al poniente con calle San Alfonso. Aún parece no haber sido tocado por el proceso de renovación de la comuna de Santiago,[5] y siguen presentes las inmensas instalaciones de industrias que se trasladaron del sector o simplemente quebraron, como fue el caso de Yarur Manufactureras de Algodón.
- Barrio Bogotá: Está situado en el sector sur y su origen se debe a la expansión de la ciudad. En su origen era un área donde predominaban chacras y acequias de regadío. La plaza del barrio se originó en 1920 y en su diseño se incorporó el concepto europeo de ciudad jardín, que brindaba un espacio de reunión para los residentes del sector. Terminada la década de 1930, la embajada de Colombia contribuyó a darle un diseño menos precario y, en agradecimiento, el lugar recibió el nombre de Plaza Bogotá. Además, allí se realizaba una ceremonia para conmemorar el día de la independencia de dicho país, donde además es un punto de encuentro de la diáspora colombiana residente en la ciudad.[6]
- Barrio Victoria: En este barrio hay varios locales donde fabricantes de zapatos y artesanos en cuero ofrecen en sus talleres y tiendas sus productos. Hace más de una década, la calle Victoria se caracterizaba por albergar muchas fábricas que confeccionaban calzado, que era vendido en grandes tiendas. Sin embargo, el decaimiento de la actividad, a fines del siglo XX, les obligó a reinventarse. Fue así como los antiguos talleres pasaron de vender materias primas a comercializar sus creaciones.